# Paul Grant (rugby à XV)

a Compétitions nationales et continentales officielles uniquement.

b Matchs officiels uniquement.
Dernière mise à jour le 3 mars 2025.
Paul Grant, né le 27 octobre 1987 à Balclutha en Nouvelle-Zélande, est un joueur de rugby à XV néo-zélandais évoluant au poste de troisième ligne aile ou troisième ligne centre.

## Biographie
Après avoir évolué avec Otago depuis 2007, Paul Grant signe fin novembre 2013 avec le Montpellier Hérault rugby en tant que joker médical en remplacement de Fulgence Ouedraogo. À la fin de la saison 2013-2014, il signe à Nottingham RFC.